# Kunihiko Kasahara
Kunihiko Kasahara (jap. 笠原邦彦 Kasahara Kunihiko; ur. 1941) - japoński origamista i autor wielu książek na temat origami.

## Prace
- Creative Origami Japan Publications, 1967. ISBN 0-87040-411-3
- Origami Made Easy Japan Publications, 1973. ISBN 0-87040-253-6
- Origami Omnibus: Paper Folding for Everybody. Japan Publication, 1988. ISBN 4-8170-9001-4
- Origami for the Connoisseur Japan Publications, 1998. ISBN 4-8170-9002-2
- Amazing Origami Sterling, 2002. ISBN 0-8069-5821-9
- Extreme Origami Sterling, 2003. ISBN 1-4027-0602-2
- The Art and Wonder of Origami Quarry Book, 2005. ISBN 1-59253-213-6
- おりがみ新発見〈1〉半開折り・回転折り・非対称の形 日貿出版社 (Spirals & asymmetric shapes) 2005. ISBN 4-8170-8085-X
- おりがみ新発見〈2〉キューブの世界 (単行本) (Cubes) 2005. ISBN 4-8170-8086-8
- おりがみ新発見〈3〉古典から最新作まで300年の絵巻 (300 year old Classics, senbazuru) 2005. ISBN 4-8170-8087-6